# Formato de Documento Computable
Formato de Documento Computable (CDF) es un formato de documento electrónico diseñado para facilitar la creación de contenido interactivo generado de forma dinámica. CDF es un formato público, creado por Wolfram Research.

## Características
El Formato de Documento Computable da soporte a elementos GUI, tales como deslizadores, menús y botones. El contenido es actualizado utilizando computación incrustada en respuesta a la interacción GUI. Los contenidos pueden incluir texto formateado, tablas, imágenes, sonidos y animaciones. CDF da soporte a la tipografía y notación técnica de Mathematica. El diseño compaginado, de despliegue estructurado y el modo de presentación de diapositivas son compatibles. Los estilos pueden ser controlados utilizando una hoja de estilo en cascada.

## Lectura
Los archivos CDF pueden ser leídos utilizando un CDF Player propietario con licencia restringida, el cual puede ser descargado de forma gratuita desde Wolfram Research. Contrario a los formatos estáticos como PDF y al contenido interactivo pregenerado proporcionado por formatos tales como Adobe Flash,  CDF Player contiene una biblioteca de ejecución de Mathematica, permitiendo que el contenido de documento sea generado en respuesta a la interacción de usuario usando cualquier algoritmo o visualización, las cuales pueden ser descritas en Mathematica. Esto lo hace apropiado para libros de texto digitales, científicos, de ingeniería u otro contenido técnico.
El lector de CDF es compatible con Windows de Microsoft, Macintosh y Linux, pero no con libros electrónicos o tabletas. El lector es compatible con Internet Explorer, Mozilla Firefox, Google Chrome, Opera y Safari, los cuales permiten que el contenido de CDF sea incrustado en páginas de HTML.

## Creación
Los archivos CDF pueden ser creados utilizando Mathematica.  Se espera que herramientas de creación en línea estén pronto disponibles.

## Usos
El Formato de Documento Computable ha sido utilizado en libros electrónicos de Pearson Education, en contenido del Proyecto de Demostraciones Wolfram, y para añadir interactividad para el usuario en Wolfram Alpha.